# Väster-Hoting
Väster-Hoting is een plaats in de gemeente Strömsund in het landschap Ångermanland en de provincie Jämtlands län in Zweden. De plaats heeft 52 inwoners (2005) en een oppervlakte van 16 hectare. De plaats ligt aan een rivier en er loopt een spoorweg vlak langs de plaats.